# Dolní Krupá (ort i Tjeckien, Mellersta Böhmen)
Dolní Krupá är en ort i Tjeckien.   Den ligger i regionen Mellersta Böhmen, i den centrala delen av landet, 60 km nordost om huvudstaden Prag. Dolní Krupá ligger 272 meter över havet och antalet invånare är 174.
Terrängen runt Dolní Krupá är platt.Runt Dolní Krupá är det tätbefolkat, med 550 invånare per kvadratkilometer. Närmaste större samhälle är Mladá Boleslav, 15,2 km söder om Dolní Krupá. Trakten runt Dolní Krupá består till största delen av jordbruksmark.